# Matthias Bieber

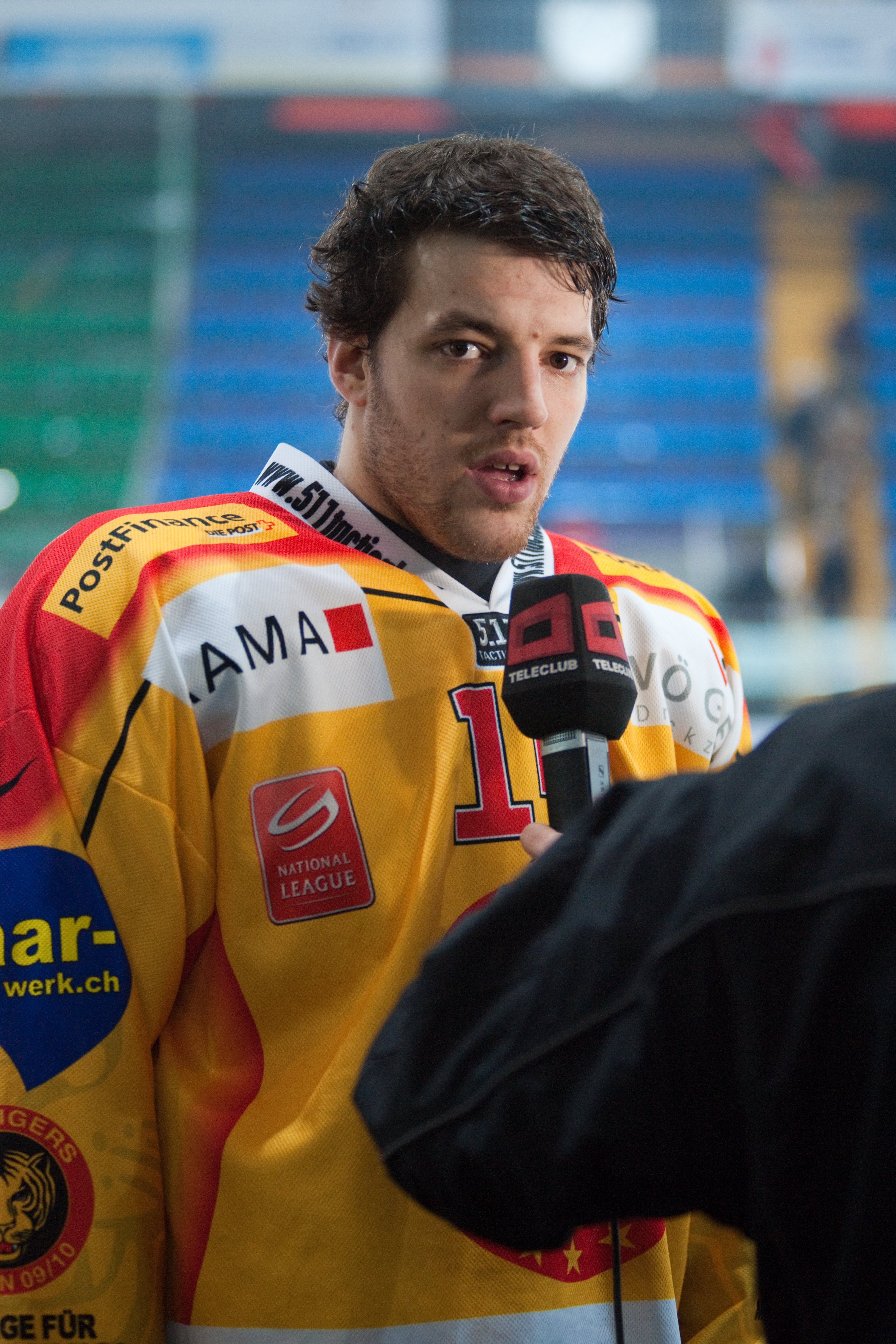
Matthias Bieber (2010).

Matthias Bieber, född 14 mars 1986 i Zürich, är en schweizisk före detta hockeyspelare. Han var med i det schweiziska succélaget i Hockey-VM 2013 som tog sig till final där man mötte Sverige.
Under sin karriär spelade han bland annat för hockeylag som GCK Lions, ZSC Lions, SCL Tigers, Kloten Flyers och SC Bern.